# Sint Jansklooster (voormalig klooster)
Het Sint Jansklooster was een convent in het Land van Vollenhove, dat werd verwoest tijdens het beleg van Steenwijk in de Tachtigjarige Oorlog. De plaatsnaam Sint Jansklooster herinnert nog aan dit voormalige klooster.

## Geschiedenis
Het klooster op de Sint Janskamp nabij Vollenhove werd in 1399 gesticht door de blinde monnik Johannes van Ommen (ca. 1350-1420). Van Ommen was op jonge leeftijd blind geworden als gevolg van een oogziekte. Hij voelde zich aangetrokken tot de leer van de Moderne Devotie, die gepredikt werd door Geert Grote. Aanvankelijk vestigde Van Ommen zich met een aantal geloofsgenoten in Zwolle. Omdat Van Ommen vreesde te weinig ruimte te krijgen voor het realiseren van zijn ideeën zocht hij naar een nieuwe vestigingsplaats voor hem en zijn medebroeders. Hij vond een geschikte plaats in de omgeving van Vollenhove. Daar stichtte hij een klooster, feitelijk een convent, en sloot zich aan bij de Tertiarissen, die leefden naar de Derde Regel van Franciscus van Assisi. Bij Vollenhoven werd een soortgelijk convent, Clarenberg, voor vrouwen gesticht. Nog tijdens het leven van Van Ommen kwam het convent tot bloei. Tijdens de Tachtigjarige Oorlog werd het klooster verwoest tijdens een van de belegeringen van de vesting Steenwijk. Er resteert nog slechts een gedeelte van de ommuring. De herinnering aan het klooster leeft voort in de naam van de plaats, die nabij deze plek is ontstaan, Sint Jansklooster.